# Arazzo
L'arazzo è una forma di arte tessile che si pone a metà strada tra l'artigianato e la rappresentazione artistica. Tecnicamente è un tessuto a dominante di trama (poiché a lavoro finito l'ordito non si vede) realizzato a mano su un telaio e destinato a rivestire le pareti. Solitamente di ampio formato, rappresenta grandi disegni molto dettagliati.
Il disegno preparatorio, o cartone, di un arazzo veniva realizzato da un pittore, anche di una certa fama: il risultato finale dipendeva dall'abilità dell'artigiano incaricato dell'esecuzione.
Il termine italiano "arazzo" deriva dal nome della città francese di Arras, dove, nel Medioevo, venivano prodotti i migliori arazzi. Oggi viene impropriamente usato per indicare vari manufatti che si appendono ai muri realizzati con tecniche differenti, come il mezzo punto, il telaio Jacquard, il ricamo.

## Utilizzo
Appesi alle pareti di pietra dei castelli, in grandi sale difficilmente riscaldabili, univano alla funzione decorativa quella di isolamento termico durante l'inverno. Il grande successo degli arazzi nei secoli è probabilmente legato alla loro trasportabilità. Re e nobili potevano arrotolarli e portarli con loro negli spostamenti tra una residenza e l'altra, e a differenza degli affreschi erano salvabili in caso di incendio o saccheggio. Nelle chiese potevano essere srotolati in occasione di una particolare ricorrenza. Gli arazzi venivano installati alle pareti in occasioni solenni in modo tale però da lasciare un'intercapedine tra l'arazzo e il muro affinché rimanesse uno spazio di sicurezza dove potesse trovare posto una persona. Fino al Rinascimento questo era il modo di installazione dell'arazzo. «Già Viollet-le Duc ha indicato che il luogo descritto da Shakespeare, dove Amleto trafigge Polonio nascosto dietro l'arazzo, è da intendere in questo modo».

## Storia

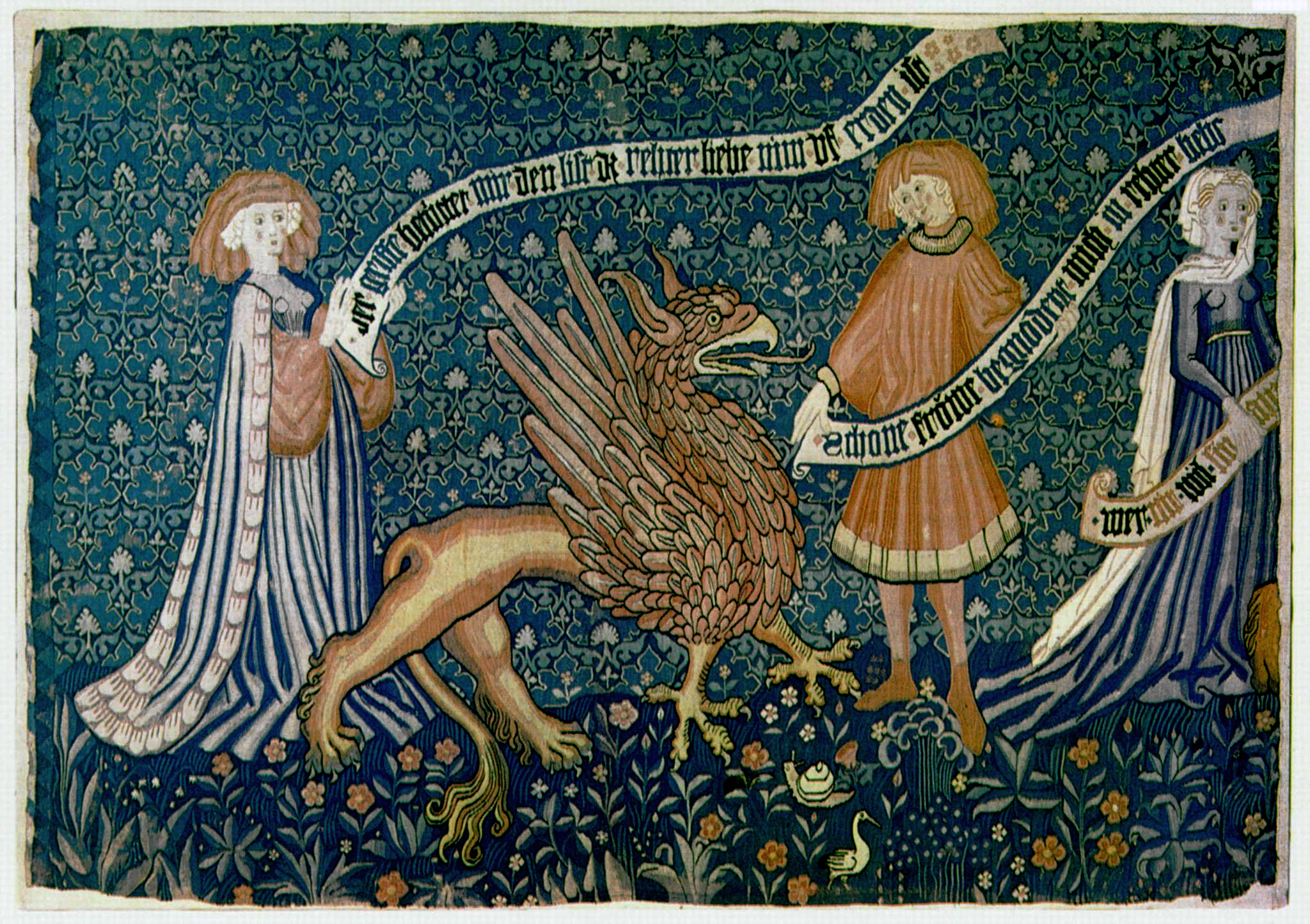
Svizzera.

Sono stati prodotti fin dai tempi più remoti, anche se la difficoltà di conservazione dei materiali che li compongono – fibre tessili naturali come lana, cotone o lino – ha fortemente condizionato la quantità e qualità dei reperti ritrovati.
I più antichi arazzi giunti a noi risalgono all'antico Egitto e alla Grecia tardo ellenica, ma erano diffusi ovunque nel mondo, dal Giappone all'America precolombiana.
Gli arazzi copti, provenienti dall'Egitto nei primi secoli dell'era cristiana, mostravano già una grande abilità tecnica unita a disegni molto complessi.
Su un vaso scoperto a Chiusi e databile IV secolo a.C. è rappresentata Penelope e il suo telaio; la differenza con un odierno telaio usato per la produzione di arazzi, quello ad alto liccio, è il metodo di tensione dell'ordito e la posizione in cui si viene a costruire il tessuto, battuto e arrotolato verso l'alto. Nel telaio di Penelope i fili d'ordito erano tenuti tesi dai pesi da telaio, nei telai moderni la tensione è mantenuta da un subbio fermato da un ingranaggio.

### Manifatture europee
Lo sviluppo dell'arazzo in Europa risale all'inizio del XIV secolo, prima in Germania e Svizzera poi in Francia e in Olanda.
L'apice della produzione venne raggiunto nel Rinascimento, in particolare nelle Fiandre e in Francia, ad Arras, Parigi, Aubusson, Tournai, Bruxelles, Audenarde, Grammont, Enghien, Beauvais. Nel Seicento, il principale centro di produzione era la Francia, con manifatture private che passarano progressivamente sotto controllo reale, come la Manifattura della Savonnerie a Parigi, la più antica. La  reale manifattura dei Gobelins, fondata a Parigi nel 1662 continua a produrre tutt'oggi come la reale manifattura di Beauvais, fondata nel 1664.
Un esempio assai noto di arazzeria fiamminga è il ciclo di sei arazzi dedicato a la dama e l'unicorno (XV secolo), conservato al Museo di Cluny, a Parigi. Importanti sono anche gli arazzi fiamminghi del primo quarto del Cinquecento, conservati presso la Pinacoteca civica di Forlì: Crocifissione con figure e Crocifissione con scene della Passione, per cui è stata sostenuta l'attribuzione alla manifattura di Pieter van Aelst. Notevole è anche il ciclo di epoca barocca conservato presso il Museo nazionale di Palazzo Mansi a Lucca.
I più grandi pittori non hanno disdegnato di fornire i cartoni: tra gli altri Raffaello, Peter Paul Rubens, Simon Vouet, Charles Le Brun, François Boucher, Francisco Goya, William Morris, fino a Pablo Picasso, Joan Miró.
Papa Leone X commissionò a Raffaello un ciclo sugli "Atti degli apostoli", realizzato nelle Fiandre e più volte replicato: esistono due serie complete, una in Vaticano, l'altra a Mantova nel Palazzo Ducale, e una serie incompleta, a Urbino. I disegni preparatori degli arazzi si trovano al Victoria and Albert Museum di Londra.
Altro celebre ciclo cinquecentesco di arazzi è quello commissionato dal Granduca Cosimo de' Medici a Pontormo e Bronzino, tra i massimi maestri del manierismo fiorentino. Il ciclo è dedicato alle storie del patriarca Giuseppe, ma ha come sottotesto allegorico il buon governo di Cosimo e l'inscindibilità delle sorti di Firenze da quelle della casata medicea. Per la sua realizzazione, il governo mediceo procedette a istituire un'apposita manifattura, inizialmente affidata a maestri arazzieri d'oltralpe e successivamente anche ad arazzieri italiani, come Vittorio Demignot. Il ciclo, composto da venti arazzi, ci è pervenuto integro e dopo un recente e lungo restauro in ottimo stato di conservazione. Esso è suddiviso tra Firenze, nel Palazzo Vecchio, sua collocazione originaria, dove sono conservati dieci arazzi, e Roma, nel palazzo del Quirinale, dove nel 1882 giunsero gli altri dieci.
Dalla fine del Settecento, con il passaggio alla produzione industriale e il crescere del costo della manodopera (i tempi di lavorazione lunghissimi determinano costi proibitivi), la moda degli arazzi incominciò a declinare come manifestazione esteriore del prestigio dell'aristocrazia e risentì dei forti cambiamenti sociali del momento: durante la rivoluzione francese la folla li bruciò non solo per recuperare i filamenti d'oro tessuti negli arazzi, ma anche per distruggere i vessilli della classe abbattuta.
A seguito della crisi, che coinvolse tutta l'Europa, le arazzerie italiane chiusero i battenti: la Manifattura di San Carlo alle Mortelle a Napoli nel 1798, l'arazzeria di Torino nel 1813, la Fabbrica pontificia di San Michele a Ripa resistette per volontà del governo fino al 1910 continuando solo per la caparbietà di singoli, come l'arazzeria e scuola di arazzi romana, fondata da Erulo Eroli sul finire del XIX secolo. L'arte dell'arazzo sopravvive oggi in piccole nicchie di produzione e per il restauro dell'antico. Tra gli ultimi laboratori che producono arazzi in Italia ci sono l'arazzeria Scassa di Asti, situata nella certosa di Valmanera e sede di un museo, di un laboratorio di produzione di arazzi moderni e uno di restauro di quelli antichi, e l'arazzeria Pennese di Penne, Pescara. A quest'ultima realtà si deve, negli anni '60, su impulso dell'artista e cartonnier Enrico Accatino, innovatore e promotore dell'arte tessile in Italia, il rilancio di questa tecnica. Ispiratori di questi laboratori sono le opere di maestri contemporanei come Afro, Capogrossi, Accatino, Casorati, Guttuso, Klee, Kandinskij, De Chirico e Cagli.

## Iconografia

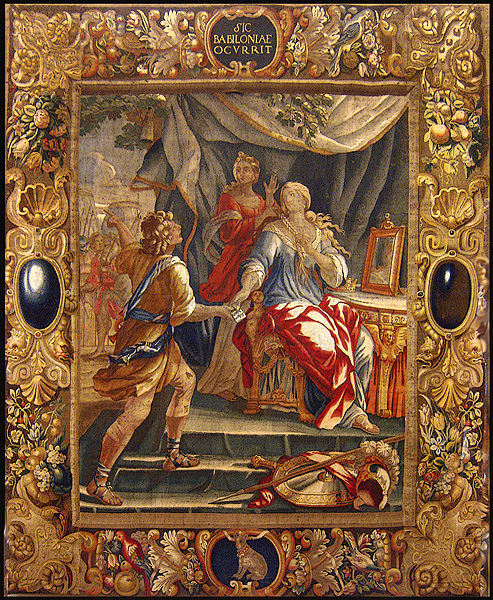
Musei Capitolini, Roma.

I soggetti raffigurati sono i più disparati: sacri, se destinati alle chiese; storico-celebrativi o piacevolmente naturalistici se destinati ai palazzi pubblici e privati.

## Funzionamento
La tessitura di un arazzo utilizza lo stesso sistema di quella di un normale tessuto: i fili d'ordito sono divisi in due serie (pari e dispari) che si possono dividere; quando le serie si aprono si crea un varco detto passo o bocca d'ordito, dove si introduce la trama. Alternando l'apertura del passo il filo di trama rimane bloccato tra i fili d'ordito (quelli che erano davanti passano dietro e viceversa creando un incrocio). A differenza della tessitura di un tessuto dove il filo di trama corre da un lato all'altro portato da una navetta e facendo una riga per volta, nell'arazzo si lavora, con delle passate su una porzione ristretta della superficie della sezione e, forniti di molte navettine coi colori necessari, si costruisce una piccola porzione di tessuto (avanzamento) seguendo con precisione la forma del disegno. Così può succedere che nell'arazzo in lavorazione ci siano parti più avanzate perché si continua la costruzione di una zona dello stesso colore (esempio un fiore, una foglia), e parti che vengono riprese in seguito, creando un profilo spezzato. Il filo di trama viene schiacciato con un pettine fino a coprire completamente l'ordito, che non è più visibile a lavoro ultimato. Molto frequentemente gli arazzi vengono tessuti di lato, per caratteristiche tecniche della resa, in modo che la verticale, l'ordito, diventa orizzontale (ad esempio un personaggio tessuto sdraiato, apparirà in piedi quando l'arazzo verrà appeso).

## Cartone

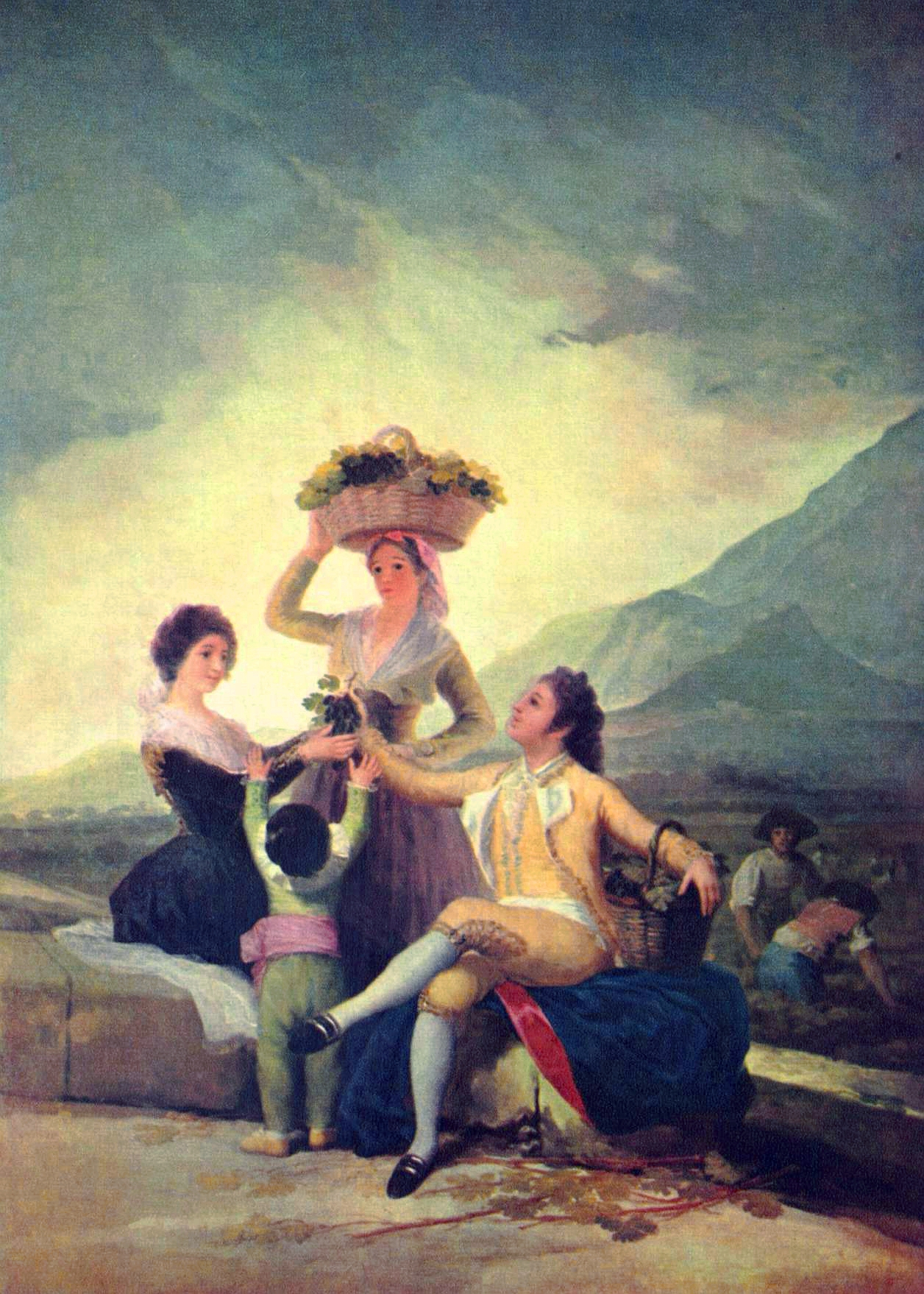
Cartone d'arazzo di Goya, la vendemmia.

Elemento primo per la realizzazione di un arazzo è un modello in misura reale chiamato cartone. Viene preparato da un artista, pittore o cartonnier, con tecnica a guazzo o più raramente con colori a olio; se cifrato riporta i contorni del disegno con le indicazioni dei colori segnate da un numero. Nella preparazione del cartone l'artista non è completamente libero di esprimersi, ma deve tenere conto di vari fattori: del contesto, del materiale, delle caratteristiche tecniche della tessitura, dell'imborso (il ritiro quando il pezzo viene tolto dal telaio). Le moderne tecniche di riproduzione fotografica hanno permesso cambiamenti radicali nella preparazione dei cartoni, con l'ingrandimento di bozzetti e con la proiezione del disegno tramite diapositiva sull'ordito.

## Tintura
Un'operazione basilare che precorre la tessitura è la tintura dei filati, dall'esatta corrispondenza dei colori delle lane con quelli presenti sul cartone dipende il buon esito della traduzione di un'opera pittorica, il cartone appunto, in un'opera tessuta.
Dato l'alto numero di sfumature di colori necessarie, combinato con la quantità di un singolo colore, che può essere esigua, le grandi arazzerie preferiscono tingere in proprio o affidarsi a piccoli artigiani piuttosto che usare filati industriali già pronti. I coloranti utilizzati devono avere alti coefficienti di resistenza a: luce, strofinamento e acqua; il coefficiente, che è indicato da un numero, deve essere maggiore di 6. I coloranti acidi sono quelli più comunemente utilizzati. La tintura si effettua in vasche in acciaio inox o rame dette barche riscaldate tramite vapore. Le matasse vengono infilate sui bastoni di lisaggio, le cui estremità sporgono oltre i bordi delle vasche, e immerse nel bagno di tintura in cui si diluisce il colorante; con successive aggiunte si monta il colore fino ad arrivare al tono preciso. In ultimo risciacquate e appese, dopo una strizzatura, vengono fatte asciugare all'aria.

## Telai per arazzi
I telai per produrre arazzi sono di due tipi: quelli verticali detti ad alto liccio e quelli orizzontali detti a basso liccio.

### Telaio ad alto liccio

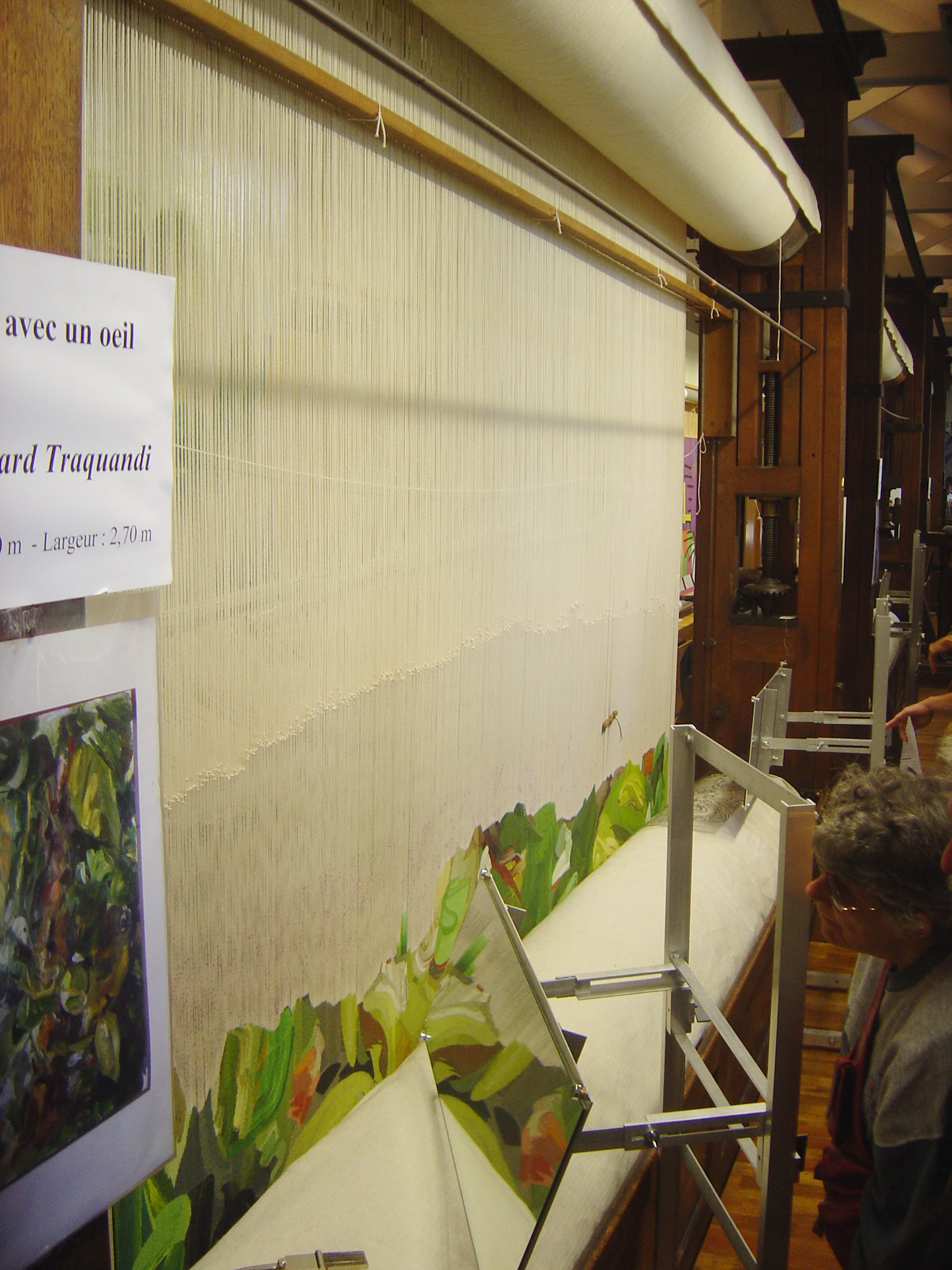
Telaio ad alto liccio.

Telaio verticale costituito da due piantane che reggono due curli (subbi), uno superiore che porta l'ordito o catena vergine e uno inferiore dove si arrotola la parte già tessuta, posti circa a 150 cm. I due curli mettono in tensione l'ordito allontanandosi grazie a un meccanismo dotato di una vite senza fine. Le due serie dei fili d'ordito sono tenute separate da un sottile legno chiamato bastone d'incrocio, con la serie pari davanti e quella dispari dietro. La serie pari è libera mentre ogni filo della serie dispari, passando attraverso il fascio anteriore nello spazio d'intervallo tra uno e l'altro dei fili pari, è collegato con un liccio di corda al paletto dei licci, posto davanti al telaio su due supporti retti dalle piantane. Tirando in fuori il paletto, i fili posteriori (dispari) avanzano incrociandosi con quelli davanti (pari) e aprendo il passo per inserire i fili di trama. Il cartone viene ricalcato e i contorni riportati sull'ordito.

### Telaio a basso liccio
La struttura è simile a quella del telaio ad alto liccio con la differenza di essere posto orizzontalmente, leggermente inclinato, più basso davanti dove lavora il tessitore. I fili d'ordito sono tutti infilati in licci, con settori di 40 cm, e opportunamente collegati a pedali con corde. Schiacciando i pedali si abbassano i fili di una serie (pari o dispari) aprendo così il passo. I pedali sono solamente due, il tessitore aggancia ai pedali i due licci della sezione (40 cm) su cui deve lavorare e cambia gli attacchi quando cambia sezione. Il cartone è appoggiato al banco da disegno posto sotto l'ordito nella parte anteriore dove il tessitore lavora.
Una particolarità della tessitura con questo telaio è che il tessitore lavora sul rovescio, per controllare il risultato della sua opera deve usare uno specchio; il cartone verrà quindi riprodotto in modo simmetrico, ribaltato a specchio. Il procedere del lavoro su questo telaio è più veloce di quello su un telaio ad alto liccio, poiché il tessitore tiene aperti i fili d'ordito con i pedali e ha entrambe le mani libere per inserire la trama e batterla, mentre con l'altro telaio l'apertura viene mantenuta con la mano sinistra e si può usare solo la destra per inserimento e battitura.

## Attrezzatura

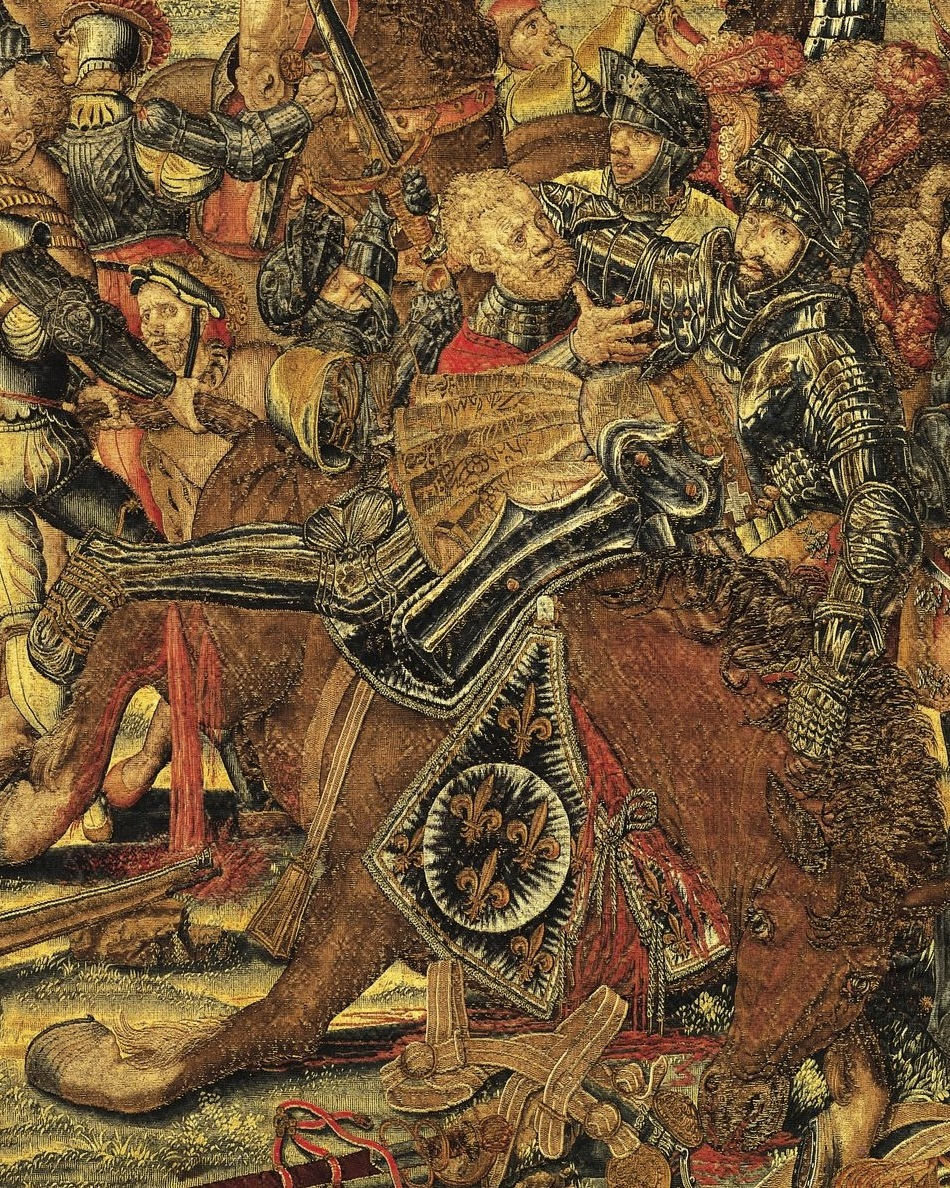
Cattura di Francesco I durante la battaglia di Pavia, dettaglio di uno degli arazzi del ciclo della battaglia di Pavia, Napoli, Museo Nazionale di Capodimonte.

Oltre il telaio il tessitore di arazzi utilizza:
- il cartone, che riporta il disegno da eseguire.
- le navettine, piccole spolette (un corto bastoncino) con il filo di trama; sono molte, una per ogni colore locale.
- i brocci, sono le navette del telaio ad alto liccio, consistono in una spoletta in legno, appuntita a una estremità e con un ingrossamento a pallina dall'altra per trattenere il filo, molto simili alle fuselle di un tombolo.
- il pettinino, per avvicinare ogni passata solo nel telaio a basso liccio.
- il pettine, consiste in un blocchetto di legno duro o avorio, oggi plastica, di una dimensione che può stare comodamente in mano, appiattito a una o a entrambe le estremità dove sono tagliati i denti che servono per compattare le trame.
- lo specchio, normale specchio con manico per controllare il lavoro.
- le forbici, per tagliare il filo delle navettine o dei brocci quando è terminata la zona da tessere.
- un arcolaio o bobinatrice, per preparare prima le bobine (grossi rocchetti) e poi le spolettine.

## Materiali
Per la preparazione dell'ordito si usavano il lino e la lana, oggi si utilizza il cotone ritorto, più elastico del lino e meno instabile della lana.
Per la trama si usa principalmente la lana e la seta, molto usata in passato; quest'ultima viene utilizzata meno frequentemente, in alcuni casi alternata alla lana per ottenere particolari effetti di contrasto. Il filato di lana, deve essere pettinato e avere titolazione finissima, viene accoppiato, raddoppiato o triplicato e più, per raggiungere la dimensione occorrente alla trama; questo accoppiamento permette, unendo fili di colori diversi, di ottenere ogni minima sfumatura di colore (se i colori sono simili) o effetti picché (se i colori sono contrastanti).

## Contesto e portate
Il contesto è dato dalla dimensione del filo d'ordito, che deve essere comunque in rapporto con la dimensione del filo di trama. La scelta del contesto è una decisione che va ponderata tenendo in considerazione diversi fattori. Un contesto grosso ha il pregio, avendo una grana grossa, di essere luminoso, di essere adatto a grandi dimensioni, di essere relativamente veloce nell'esecuzione, ma altresì non permette di rendere con finezza i dettagli; di contro un contesto fine permette la riproduzione minuziosa di ogni particolare del cartone, risultando però più fragile e di esecuzione lunghissima (quindi di costi proporzionali). I tempi di lavorazione di un arazzo, che se di buone dimensioni richiede il lavoro di una squadra di tessitori, sono comunque biblici. La catena d'ordito è suddivisa in sezioni che misurano 40 cm, la sezione è divisa in portate composte invariabilmente da 12 fili. La misura del contesto viene espressa in portate, la gamma è estesa e va da 8 portate a 33. Un contesto grosso avrà, per esempio, 10 portate ossia 120 fili d'ordito per sezione, cioè 3 fili al centimetro. Un contesto fine avrà 30 portate, ossia 360 fili per sezione, cioè 9 fili ogni centimetro d'ordito.

## Fasi del lavoro
Realizzare un arazzo è un lavoro lungo, complesso, che richiede la partecipazione di svariate persone competenti nel loro settore specifico.

### L'artista
- la preparazione del cartone viene fatta da un artista, sovente un pittore.

### I tessitori
Queste fasi vengono svolte da una squadra di tessitori di numero proporzionale all'ampiezza dell'arazzo, coordinati dal maestro tessitore:
- preparazione dell'ordito: si preparano sull'orditoio i mazzi di fili della lunghezza necessaria e del numero corrispondente alle portate e alla larghezza.
- armatura dell'ordito sul telaio: richiede il lavoro di quattro tessitori coadiuvati, in alcune fasi, da aiutanti.
- assortimento e campionamento: la persona incaricata del campionamento è la o il colorista, che sceglie nel magazzino di assortimento tutte le gradazioni di colore necessarie, tenendo conto non solo della rispondenza con la sfumatura del cartone, ma anche dei rapporti di tono con le tinte vicine; se il cartone è cifrato il campionamento è già indicato dal numero del colore. Una matassina per ogni colore va a comporre il campionario, redatto in tre copie, una per la revisione dell'artista, una per i tessitori e una per l'archivio.
- preparazione di bobine e navettine: su una rastrelliera a parete sono distribuite le bobine, divise per famiglie di colori. Le navettine o i brocci sono preparati di volta in volta unendo i fili di più bobine a seconda del contesto.
- tessitura della bordura: l'inizio è costituito da una striscia di tessuto in tinta unita, che può far parte della cornice o venire risvoltata indietro durante la cucitura.
- tessitura del disegno
- avvolgimento della parte già fatta e srotolamento della catena vergine.
- levata, smontaggio dell'arazzo dal telaio con il taglio dei fili d'ordito.
- spazzolatura, per eliminare ogni residuo di filato o peluria.

### Le cucitrici
- la cucitura è una fase di rifinitura eseguita da operaie specializzate, le cucitrici, che provvedono a cucire gli stacchi, le sottili fessure che si creano durante la tessitura nei cambi di colore nel senso degli orditi, se non sono state legate dai tessitori.
- la ripassatura è l'ultimo trattamento, consistente in una stiratura con un ferro molto pesante.

## Marchio e firme
La tradizione, nel mondo dell'arazzo, vuole che nella tessitura sia riportata la firma dell'artista che ha realizzato il cartone, il marchio della fabbrica e, a volte, il secolo. Le grandi manifatture, come quella dei Gobelins o di Beauvais, riportano anche il nome dei singoli tessitori. Marchi, date e firme permettono l'autenticazione dei pezzi anche se non risolvono il problema di copie e contraffazioni. Nell'antichità questa abitudine non era in uso e molti arazzi gotici non riportano alcuna indicazione. Come garanzia in aggiunta gli artisti contemporanei mettono un rettangolo di tessuto numerato con la firma autografa, cucito sul retro.

## Ciclo

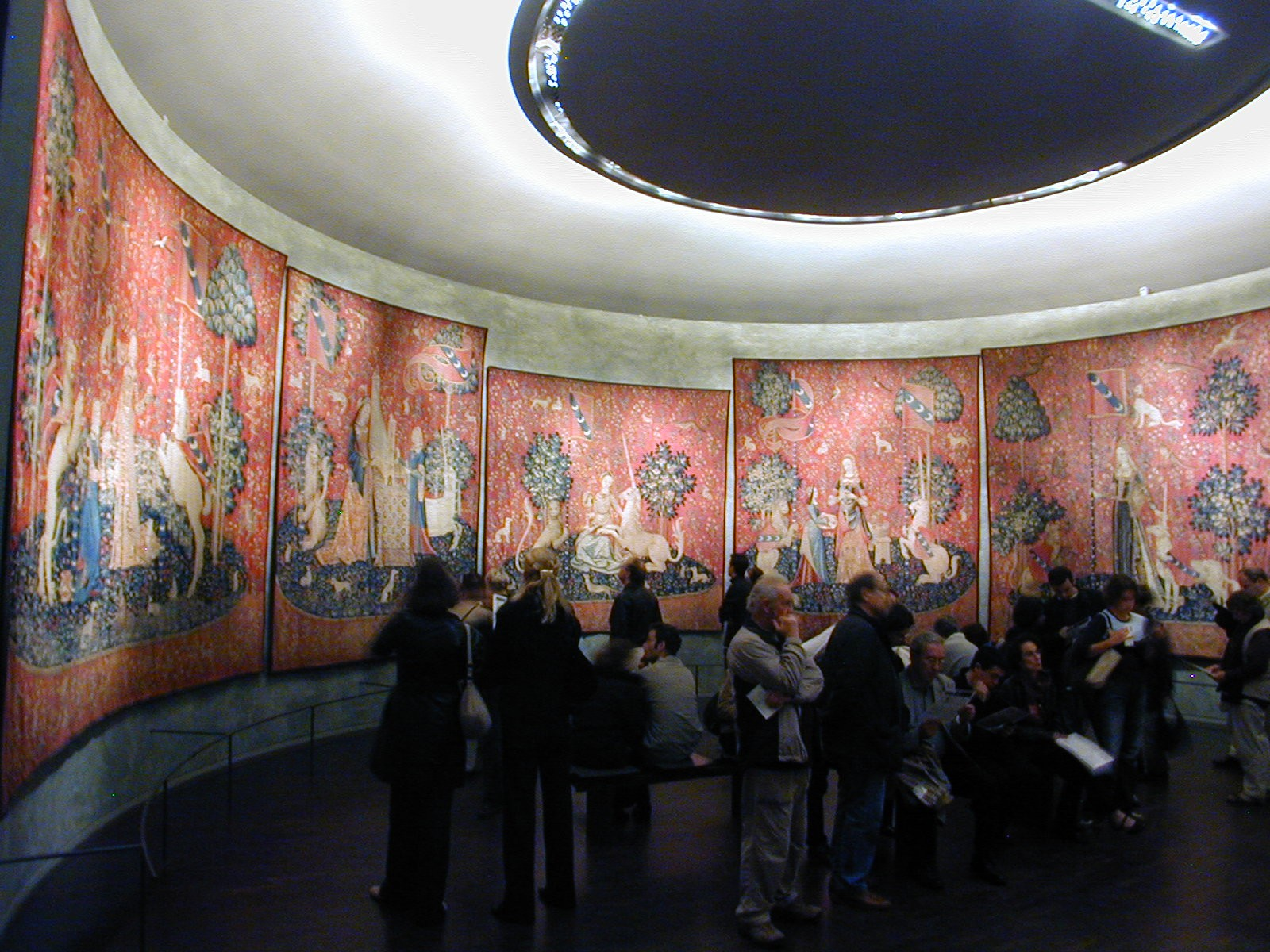
La dama e l'unicorno - Parigi.

Sovente gli arazzi sono organizzati in cicli: più pezzi con un tema o racconto comune, che arredavano in modo organico le pareti dei saloni di palazzi e regge:
- Arazzo dell'apocalisse, il più lungo nel mondo, tessuto tra il 1373 e il 1382, originariamente lungo 140 m. I 100 m superstiti sono esposti nel Castello di Angers, a Angers, Francia.
- La dama e l'unicorno, ciclo di sei pezzi, esposti a l'Hôtel de Cluny, Parigi.
- La Caccia all'unicorno, ciclo di sette pezzi tessuti tra il 1495 e il 1505, esposti al Metropolitan Museum di New York.
- Gli Arazzi di Raffaello, dieci pezzi per la Cappella Sistina realizzati a Bruxelles nella bottega di Pieter Coecke van Aelst, tra il 1515 e il 1519.
- Gli Arazzi Trivulzio, sui dodici Mesi, disegnati dal Bramantino e tessuti intorno al 1503 dalla manifattura di Vigevano per il Maresciallo di Francia Gian Giacomo Trivulzio nella Milano allora sotto controllo francese (Musei del Castello Sforzesco di Milano).
- Gli Arazzi della battaglia di Pavia, ciclo di sette pezzi, realizzati tra 1528 e il 1533 da Bernard van Orley e Jan e William Dermoyen, Napoli, Museo Nazionale di Capodimonte
- L'arazzo di Valois, ciclo di otto pezzi, realizzati tra il 1560 e il 1570, Francia.
- Il Paramento di Artemide, di quindici pezzi realizzati nella prima metà del XVII secolo su cartone di Antoine Caron per Maria De Medici.
- Chant du monde, dieci pannelli di Jean Lurçat realizzati a partire dal 1957, esposti al Museo Jean Luçat della tapezzeria contemporanea a Angers.